# Joaquim Propício de Pina
Joaquim Propício de Pina (Meia Ponte, 23 de julho de 1867 – Pirenópolis, 11 de agosto de 1943), conhecido como Mestre Propício, foi uma figura central na vida cultural, educacional e musical de Pirenópolis, Goiás. Destacou-se como professor, músico, maestro e fundador de uma das mais tradicionais corporações musicais do estado: a Banda Phoenix.
A partir de 1895, destacou-se no magistério como professor primário, sendo amplamente reconhecido por sua disciplina e dedicação ao ensino. Sua metodologia, que mesclava práticas tradicionais e abordagem humanista, formou diversas gerações de estudantes em Pirenópolis. Em 1918, foi afastado do cargo por razões políticas, sem direito à aposentadoria, apesar do reconhecimento por sua atuação educacional. Ainda assim, permaneceu como uma figura respeitada na cidade.
Além de sua atuação na educação, foi um dos principais nomes da música em Pirenópolis. Em 1893, fundou a Banda Phoenix, que rapidamente se consolidou como um dos principais símbolos da vida cultural local. Em 1923, criou a Orquestra Pireneus, dedicada à preservação e difusão das tradições musicais da região. No ano anterior, em 1922, promoveu a reencenação da peça As Pastorinhas, que passou a integrar os tradicionais Festejos do Divino Espírito Santo, de grande importância cultural e religiosa.
Em 1927, foi eleito intendente municipal. Sua gestão foi marcada pelo uso responsável dos recursos públicos e pela ética na administração. Em 11 de maio de 1928, a Câmara Municipal aprovou uma lei concedendo-lhe isenção de impostos, como forma de reconhecimento por sua contribuição à cidade. Seu mandato foi interrompido com a Revolução de 1930, que resultou em sua deposição.
Filho caçula de oito irmãos, Joaquim Propício perdeu o pai aos quatro anos e foi educado por seu irmão mais velho, Braz Aristófanes de Pina. Posteriormente, tornou-se aluno do capitão Antônio Fleury de Sousa Lobo, conhecido como Totó de Inhá, de quem recebeu ensinamentos em latim, desenho e música. Em 1888, casou-se com Rosaura d'Abadia Mendonça, com quem teve nove filhos — família que também contribuiu significativamente para a vida cultural da cidade.
Faleceu em 11 de agosto de 1943, com grande comoção popular. Seu funeral contou com a presença da Banda Phoenix, da Irmandade do Santíssimo e de autoridades civis e religiosas. Em homenagem ao seu legado, o município de Vila Propício foi nomeado em sua memória. A cidade foi fundada por seu genro, Luis Caiado de Godoi, com o objetivo de estabelecer uma escola e incentivar a atividade agrícola. Atualmente, a antiga residência de Mestre Propício abriga o Solar Mestre Propício, importante centro cultural da cidade. Seu nome também batiza uma rua em Pirenópolis e o bairro Jundiaí, em Anápolis.
Com trajetória multifacetada, Mestre Propício deixou um legado marcante na educação, na música e na construção da identidade cultural de Goiás. Seu nome permanece presente em instituições, vias públicas e na memória coletiva da população local.

## Vida
Filho do capitão Antônio Luiz de Pina e de Ludovina Alves de Amorim, Joaquim Propício nasceu em uma família com forte influência cultural, estabelecida em Meia Ponte desde o século XVIII. Era o caçula de nove irmãos: Braz Aristófanes de Pina, Sofia de Pina Batista, Antônio Luiz de Pina, Natália de Pina, Maria de Pina, José Joaquim de Pina e o major Sebastião Pompeu de Pina, este último responsável pela construção do Theatro de Pirenópolis em 1899.
Ainda na infância, Propício enfrentou dificuldades que moldariam seu futuro. Ficou órfão de pai aos quatro anos e foi criado por seu irmão mais velho, Braz Aristófanes de Pina. Conhecido como Brazinho, ele era boticário e poliglota, falava quatro idiomas e teve papel fundamental na alfabetização de Joaquim.
Além da influência de seu irmão, Propício recebeu formação de outros mentores notáveis. O capitão Antônio Fleury de Sousa Lobo, conhecido como Totó de Inhá, era um educador respeitado da vila de Meia Ponte e lhe ensinou latim, desenho e música, contribuindo significativamente para sua formação intelectual e artística.
Também teve aulas com seu tio, o capitão Braz Luiz de Pina, músico e professor, e foi aluno do padre José Joaquim Pereira da Veiga, que havia estudado música com mestres no Rio de Janeiro e fundou a orquestra da Matriz de Pirenópolis em 1801, da qual participou José Inácio do Nascimento.

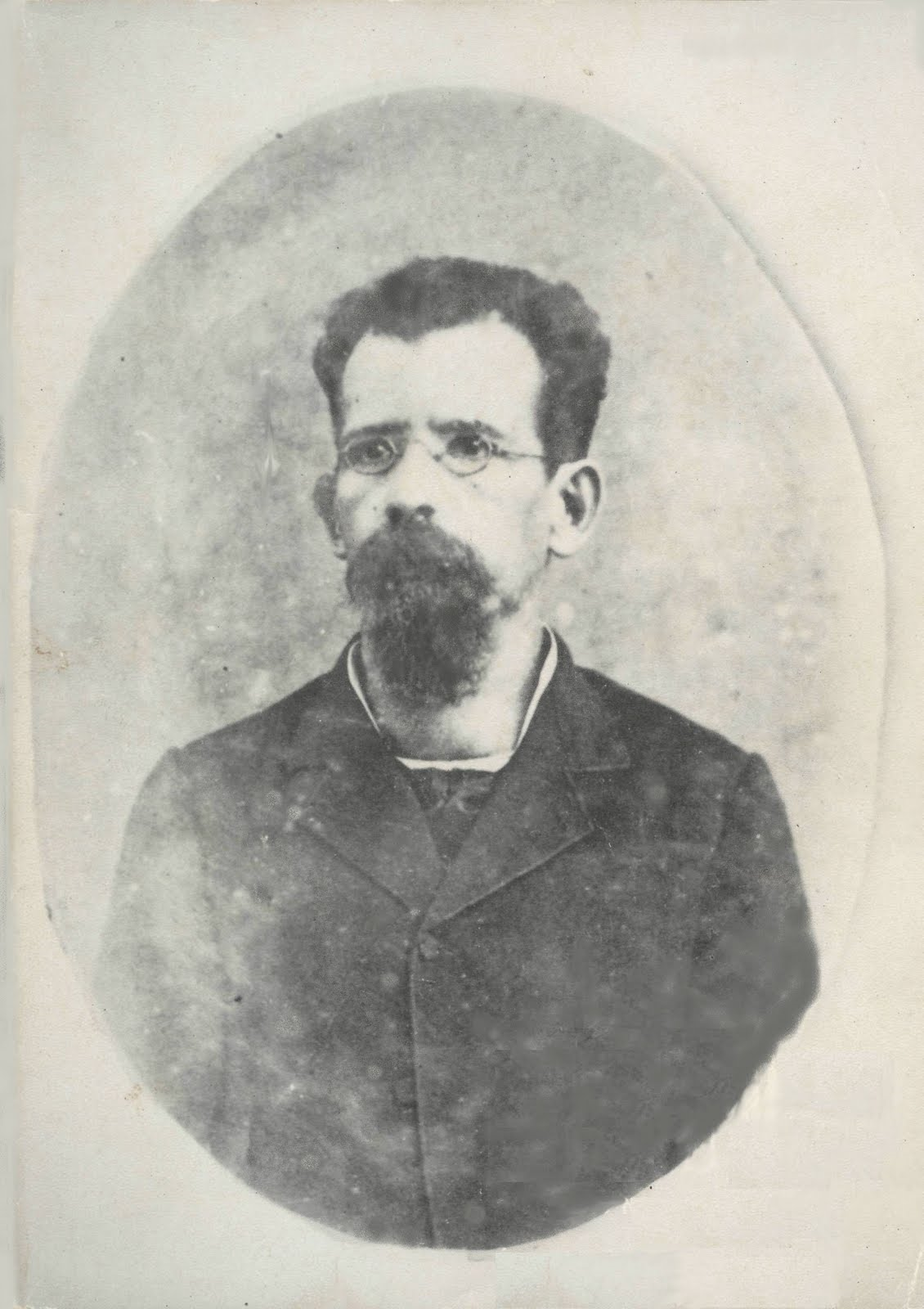
Antônio da Costa Nascimento, o Tonico do Padre, destacado compositor regional

Durante o período colonial e a primeira metade do século XIX, a vida cultural de Meia Ponte era fortemente ligada às festividades religiosas organizadas pelas irmandades locais. A Irmandade do Santíssimo Sacramento, em especial, desempenhou papel central nesse processo, promovendo não apenas atividades religiosas, mas também incentivando as artes plásticas e a música, além de construir templos que se tornaram pontos de encontro comunitário.
Apesar do relativo isolamento da cidade, Meia Ponte era um centro musical ativo, no qual Propício cresceu imerso. Na época, uma segunda orquestra local, formada pelos irmãos Pina — Braz, Teodoro e Teodolino —, acompanhava a orquestra liderada pelo padre Francisco Inácio da Luz, irmão de Antônio da Costa Nascimento, conhecido como Tonico do Padre.
Em 1868, Joaquim Luiz Teixeira Brandão fundou a Banda Euterpe ("Deusa da Música"), a partir de instrumentos da extinta banda da Guarda Nacional, e reuniu manuscritos musicais de missas, teatro e concertos. A regência ficou a cargo de Tonico do Padre. Interessado em aprofundar seus estudos musicais, Propício tornou-se aluno de Tonico, enfrentando sua disciplina rígida. Atuou como clarinetista na Banda Euterpe e no coro da Matriz até 1897.
Embora tenha alcançado reconhecimento, sua vida também foi marcada por desafios, especialmente ligados à política local. Em 1918, perdeu seu cargo de professor por razões políticas e, em 1930, foi deposto do cargo de intendente municipal após a Revolução de 1930.
Faleceu em 11 de agosto de 1943. Seu legado, tanto na educação quanto na música, é amplamente lembrado em Pirenópolis. Seu trabalho na Banda Phoenix e sua atuação na vida cultural da cidade marcaram gerações.

### Vila Propício
O município de Vila Propício foi nomeado em sua homenagem. Sua fundação teve início na década de 1950, quando Luis Caiado de Godoi, agrimensor e proprietário de terras — casado com Maria Abadia de Pina, uma das filhas de Joaquim Propício —, decidiu estabelecer uma escola e fomentar o comércio agrícola local.
Por volta de 1951, familiares de Propício se engajaram na criação da escola e na formação do povoado, com o apoio de imigrantes baianos, mineiros e demais moradores. O nome da cidade foi escolhido para homenagear Mestre Propício e reconhecer sua contribuição para a cultura e desenvolvimento da região.

## A Phoenix
Em 23 de julho de 1893, no aniversário de 26 anos de Joaquim Propício, seus alunos organizaram uma apresentação musical surpresa em sua homenagem. O sucesso da apresentação marcou o início da Banda Phoenix, que surgiu como uma nova força na cena musical de Pirenópolis, retomando a tradição da antiga Banda da Babilônia.
A criação da banda gerou tensões com Tonico do Padre, que considerava a nova corporação uma ameaça e via Propício como ingrato. Apesar da tensão, a Banda Euterpe ainda ocupava posição de destaque. Em 1898, após um atentado, Tonico afastou-se e cedeu a regência da banda a Odorico de Siqueira. Ao retornar no ano seguinte, Propício já havia assumido o posto de mestre capela do coro da Matriz, com seu grupo, o Coro e Orquestra Nossa Senhora do Rosário.

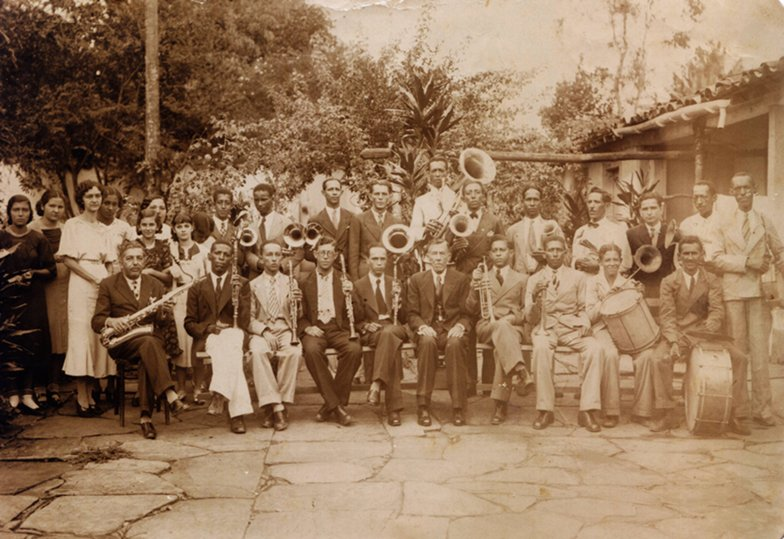
Banda Phoenix com Propício ao centro, por volta de 1940

Em 1901, Tonico reassumiu o cargo de mestre capela. No ano seguinte, a rivalidade entre as bandas se intensificou, levando a Igreja a dividir as apresentações da Semana Santa: a Banda Euterpe ficou responsável pelas cerimônias de quinta e sexta-feira, enquanto a Banda Phoenix assumiu o sábado e o domingo.
A morte de Tonico do Padre, em 15 de fevereiro de 1903, marcou o fim de uma era. Sua viúva repassou a Banda Euterpe e seu acervo para Silvino Odorico de Siqueira. A partir de então, as disputas entre as bandas passaram a envolver também aspectos políticos e eventos religiosos e civis. A Banda Euterpe foi extinta por volta da década de 1930.
Após a morte de Propício, em 1943, a Banda Phoenix passou por um período de transição. Luiz de Aquino Alves, colaborador próximo e compositor local, assumiu a regência da banda. Ele enfrentou desafios como a ausência de uma sede e o desinteresse crescente por parte da população, agravado pelas dificuldades econômicas da época.
Na década de 1960, a banda passou por uma revitalização, com a atuação de Pompeu Christovam de Pina e Vasco da Gama Siqueira. Este último, filho de Silvino Odorico, assumiu a regência e colaborou na reorganização das atividades musicais. Nesse período, foi criada a Escola de Música Mestre Propício, fundamental para a formação de novos músicos e a preservação do acervo da banda. A instituição foi reconhecida como de utilidade pública por leis estadual e municipal.
De 1968 a 1980, José Joaquim do Nascimento, conhecido como Zé Guiomar, teve papel essencial na reestruturação da banda. Além de reger, foi responsável pela catalogação do acervo musical e pela promoção de concertos, incluindo o Primeiro Recital de Compositores Goianos.
Durante as décadas de 1980 e 1990, a banda enfrentou escassez de recursos e menor interesse do público jovem. Figuras como Mamede Silvério de Melo contribuíram para a manutenção das atividades. Em 1991, Alexandre Luiz Pompêo de Pina assumiu a regência, coincidindo com o crescimento turístico e cultural de Pirenópolis.
Desde 2010, a Banda Phoenix está sob a liderança de Aurélio Afonso da Silva. Participa ativamente de celebrações como a Semana Santa, a Festa do Divino e atos cívicos. Enfrenta, no entanto, desafios relacionados à manutenção de recursos e à conservação de seu acervo.
A mudança para a sede no Casarão da Banda Phoenix, localizado no antigo Mercado Municipal, proporcionou um espaço adequado para ensaios e apresentações. O prédio reformado é hoje também considerado patrimônio histórico da cidade.
Mantendo seu compromisso com a educação musical e a valorização cultural, a banda realiza apresentações regulares e promove a formação de novos músicos. A atual gestão busca preservar a tradição iniciada por Mestre Propício, mantendo viva a herança musical de Pirenópolis.